# Julian Poznański
Julian Juliusz Poznański (ur. 5 maja 1880 w Warszawie, zm. 22 marca 1949 tamże) – polski inżynier i pedagog.

## Życiorys

### Młodość i wykształcenie
Urodził się w reformowanej, zasymilowanej i zamożnej rodzinie żydowskiej w Warszawie jako syn bankiera Natana (zm. 1917) i Heleny (z domu Szpilrain, zm. 1934). Dyplom inżyniera uzyskał w Szkole Inżynierskiej im. Wawelberga przy ulicy ul. Mokotowskiej 4/6 (1899).
Po ukończeniu studiów został nauczycielem w Szkole Natansona przy ul. Grzybowskiej 26/28, należącej do gminy żydowskiej w Warszawie i jej kierownikiem. W latach 1905–1908 był wykładowcą Uniwersytetu dla Wszystkich, gdzie wykładał „kreślenie techniczne”, wykłady prowadził w dzielnicy Północnej w Warszawie.

### Okres I wojny światowej
W 1914 roku był współzałożycielem razem z Adamem Czerniakowem Centralnego Żydowskiego Związku Rzemieślników, którego został pierwszym przewodniczącym. Po wybuchu wojny organizacja koncentrowała swoją działalność na dożywianiu żydowskich uchodźców wojennych. W 1915 – 1916, kieruje sekcją pracy Towarzystwa Niesienia Pomocy Żydom Ofiarom Wojny, organizuje przy Szkole Natansona „Jednoroczny kurs ślusarstwa”, na którym uczono młodych żydowskich uchodźców zawodu.

### Okres II RP
W 1919 roku współzakładał partię Polaków Wyznania Mojżeszowego Wszystkich Ziem Polskich – partię asymilatorów żydowskich. W okresie międzywojennym został biznesmenem, prowadził: Biuro Komisowo Agenturowe inż. Juliusz Poznański i Julian Poznański Instalacyjny sprzęt techniki Samochodowej.

### Okres II wojny światowej
Po wybuchu wojny organizował i prowadził sekcją edukacyjną w getcie warszawskim w którym był dyrektorem oświaty gminy, przewodniczył Wydziałowi Batalionów Pracy i Oświaty Zawodowej. Po likwidacji getta przeżył na sfałszowanych papierach pod Skierniewicami.
Zmarł 22 marca 1949 roku w Warszawie. Pochowany jest na Cmentarzu Powązkowskim w Warszawie.

## Życie prywatne
Miał jedną siostrę oraz dwóch braci Marcelego i Ignacego, który w okresie I Wojny Światowej został zesłany na Syberię, a następnie za agitację antysowiecką i działalność kontrrewolucyjną został rozstrzelany przez NKWD  4 grudnia 1937 roku w Moskwie, mąż Zofii (z domu Konińskiej), ojciec Krystyny.

## Galeria

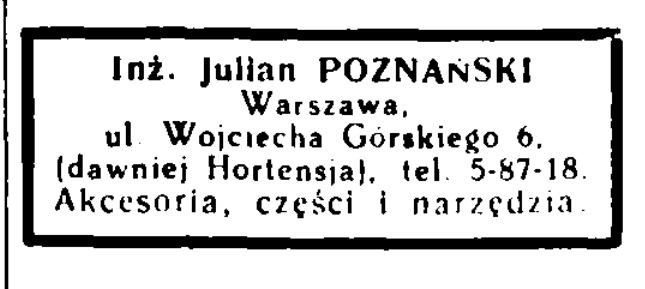
Reklama firmy Juliana Poznańskiego, 1939 rok
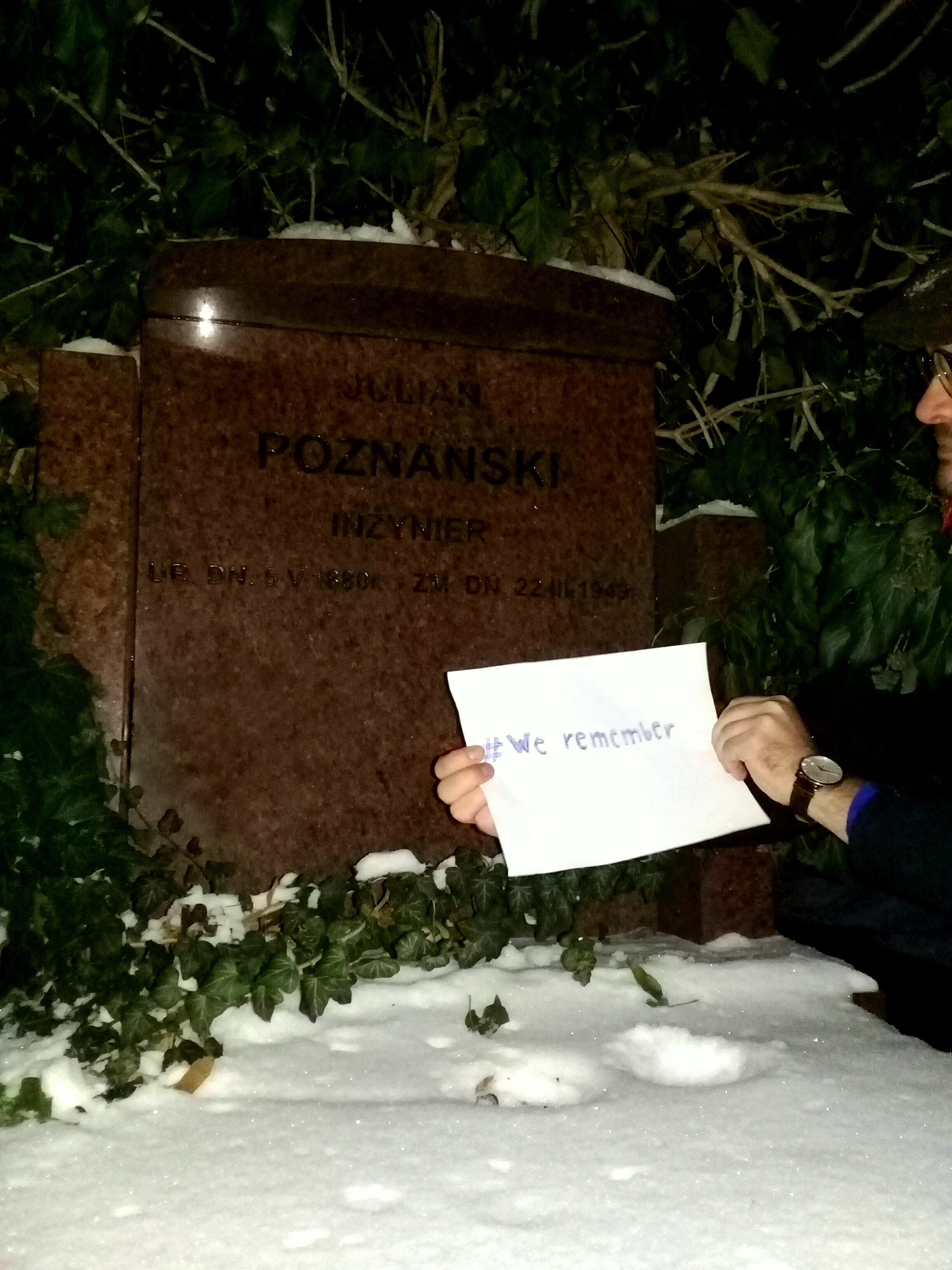
Grób inż. Juliana Poznańskiego na Cmentarzu Wojskowym na Powązkach